# Mentirse y creerse
Mentirse y creerse es el segundo álbum de estudio, perteneciente a la banda de post punk y dark argentina La Sobrecarga, editado en 1987. Este trabajo cuenta con la participación de Daniel Melero en teclados y efectos. Esta sería la última producción de la banda durante la década, ya que tras la salida del disco y luego de una serie de inconvenientes producidos durante el resto del año, la banda se desintegra en enero de 1988.

## Grabación y promoción
Para este disco, la banda prescindió de Pablo Palezza, e incluyó a varios invitados, entre ellos David Wrocklavsky, quién participaría en el primer disco de Todos Tus Muertos. Para entonces, la banda había logrado ser teloneros del grupo inglés The Cure el 17 y 18 de marzo de ese mismo año, en el estadio Ferrocarril Oeste. Durante la preparación de este LP, el sonido se volvió más oscuro (e incluso más experimental) que Sentidos congelados, por tal motivo CBS no invirtió suficiente apoyo comercial, pese al éxito de "Verano negro" y "Es telepatía". En una entrevista, Gustavo Collado comentó la grabación y situación interna de La Sobrecarga por aquel entonces:

No hubo un solo motivo por el que nos separamos. Debíamos muchos meses de alquiler y nos iniciaron juicio. Éstabamos grabando "Mentirse y creerse" en el mejor estudio del país y apenas si teníamos para ir en colectivo. A lo sumó que Grinbank nos soltó la mano luego de que en una nota en Clarín César y Gamexane hablaron mal de él.
Collado

A diferencia de su predecesor, Mentirse y creerse no fue publicado en Perú y gozo de un éxito limitado.

## Canciones
Todas las canciones escritas y compuestas por La Sobrecarga. 
| N.º | Título                  | Duración |  |
| 1.  | «Lejano y cercano»      | 3:20     |  |
| 2.  | «Canción del riachuelo» | 4:06     |  |
| 3.  | «Ansiedad oculta»       | 3:38     |  |
| 4.  | «Cabeza rota»           | 3:55     |  |
| 5.  | «Lamarí tam tam»        | 3:00     |  |
| 6.  | «Rocanoil»              | 3:36     |  |
| 7.  | «Es telepatía»          | 3:45     |  |
| 8.  | «Condenado»             | 3:53     |  |
| 9.  | «Mi propia carne»       | 6:28     |  |
| 10. | «Verano negro»          | 5:03     |  |
| 11. | «Sierra tribal»         | 2:06     |  |

## Personal
La Sobrecarga
- César Dominici – guitarra y voz líder
- Guillermo Robles – bajo
- Gustavo Collado – batería y ritmos, piano y lijas en "Rocanoil"
- Horacio Villafañe – guitarra líder

Invitados
- Daniel Melero – Emax personal en "Lejano y cercano", "Verano negro", "Canción del riachuelo" y "Condenado"
- Mitsuko – voz en "Lejano y cercano"
- Flavio Etcheto – saxo en "Canción del riachuelo"
- David Wrocklavsky – teclados

Producción
- Poppy Manzanedo – dirección artística
- Hugo Pernigotti – arte de tapa y sobre interno
- Daniel Cortondo – coordinador de arte
- Julio Presas – Técnico de grabación y mezcla
- Salvador Risiglione – Corte de asetato